# قناة إل تي سي
قناة إل تي سي قناة تلفزيونية مصرية يقع مقرها في الجيزة، مصر وقد تم إيقافها بعد تراكم الشكاوي وعددها 45 شكوى في 2018. وكانت القناة تغطي الأحداث الجارية في مصر، وكان محتوى البث يتعلق ببرامج التوك شو والموضوعات السياسية والدينية ولكن تلقت القناة الكثير من النقد كونها لا ترقى للمهنية، وكانت تبث بعض البرامج الترفيهية. وركزت القناة بشكل خاص على الموضوعات المصرية. وتملكها سميرة الدغيدي.